# 18 Again
18 Again (hangeul : 18 어게인 ; RR : 18 Eogein) est une série télévisée sud-coréenne basée sur le film américain 17 Again de Jason Filardi (de) (2009). Mettant en vedette Kim Ha-neul, Yoon Sang-hyun et Lee Do-hyun, elle a été diffusée pour la première fois sur JTBC le 21 septembre 2020.

## Synopsis
Jung Da-jung (Kim Ha-neul) et Hong Dae-young (Yoon Sang-hyun) sont mariés et ont deux jumeaux, Hong Shi-ah (Roh Jeong-eui (en)) et Hong Shi-woo (Ryeoun). Ils vivaient un mariage heureux, bien qu’ils aient eu un enfant très tôt et des problèmes financiers. Des années plus tard, leur mariage se dégrade quand Da-Jung (37 ans) demande le divorce, et leurs jumeaux de 18 ans commencent à ignorer Dae-Young, sauf quand il s’agit de récupérer de l’argent de poche. La vie de Dae-Young devient pire lorsqu’il perd son emploi, son patron agent promeut son neveu qui ne travaille dans l’entreprise que depuis 4 ans, tout en mutant Dae-Yong à Busan.
Souhaitant pouvoir retourner dans le passé et changer sa vie, le corps de Dae-Young se métamorphose miraculeusement en son « moi » de ses 18 ans (Lee Do-hyun), tout en gardant sa mentalité de 37 ans. Il commence alors une nouvelle vie sous le nom de « Go Woo-Young » et étudie au lycée de ses jumeaux, le lycée Serim. Pendant qu’il se trouve au lycée Serim, il apprend que sa fille Shi-ah travaille à mi-temps sans sa permission, et que son fils Shi-woo est harcelé par le capitaine de l’équipe de basket du lycée, Goo Ja-sung (Hwang In-yeop). Dae-young apprend aussi que son fils est passionné et doué pour le Basket-ball, alors que celui-ci le lui cachait. Il réalise finalement la véritable raison pour laquelle sa famille se détruit, et apprend à mieux connaître ses enfants. Il se décide à utiliser sa chance pour protéger sa famille en devenant ami avec ses enfants, et fait ainsi de son mieux pour être plus présent pour sa famille, malgré son apparence de jeune adulte de 18 ans.

## Distribution

### Acteurs principaux
- Kim Ha-neul : Jung Da-jung
  - Han So-eun : Da-jung (18 ans)[1]
- Yoon Sang-hyun : Hong Dae-young (37 ans)
- Lee Do-hyun : Dae-young (18 ans) / Go Woo-young

### Acteurs secondaires
- Wi Ha-joon : Ye Ji-hoon[2]
- Kim Yoo-ri (en) : Ok Hye-in
- Kim Mi-kyung (en) : Yeo In-ja
- Lee Byung-joon (en) : Hong Joo-man[3]
- Kim Kang-hyun : Go Deok-jin
- Lee Mi-do (en) : Choo Ae-rin
- Lee Ki-woo (en) : Choi Il-kwon[4]
- Roh Jeong-eui (en) : Hong Shi-ah[5]
- Ryeoun : Hong Shi-woo
- Hwang In-yeop : Goo Ja-sung
- Oh So-hyun : Jeon Bo-bae
- Choi Bo-min (en) : Seo Ji-ho[6]
  - Gi Eun Yu : Seo Ji-ho (jeune)
- Kim Yoon-hye : Kwon Yu-mi[7]
- Jang Hyuk-jin : Heo Woong-gi
- Ahn Nae-sang (en) : Moon Sang-hwi
- Yang Dae-hyuk : Nam Gi-tae
- Ko Eun-min : Lim Ja-young

### Apparitions
- Jun Hyun-moo (en) : Bae Seung-hyun
- Jang Sung-kyu (en) : lui-même

## Production
La série devait initialement sortir le 7 septembre 2020, mais elle a été reportée de deux semaines en raison de la pandémie de COVID-19.

## Accueil

### Audiences
- À ce tableau, les nombres en bleu représentent des audiences les plus faibles et les nombres en rouge, les plus fortes.
- NC indique que la note n'est pas connue.

| Épisodes | Dates de diffusion originale | Audience    | Audience    |
| Épisodes | Dates de diffusion originale | AGB Nielsen | AGB Nielsen |
| Épisodes | Dates de diffusion originale | National    | Séoul       |
| -------- | ---------------------------- | ----------- | ----------- |
| 1        | 21 septembre 2020            | 1,753%      | NC          |
| 2        | 22 septembre 2020            | 2,417%      | NC          |
| 3        | 28 septembre 2020            | 2,674%      | 2,494%      |
| 4        | 29 septembre 2020            | 2,532%      | 2,531%      |
| 5        | 5 octobre 2020               | 3,209%      | 2,987%      |
| 6        | 6 octobre 2020               | 2,786%      | 2,855%      |
| 7        | 12 octobre 2020              | 2,803%      | NC          |
| 8        | 13 octobre 2020              | 3,157%      | 3,220%      |
| 9        | 19 octobre 2020              | 3,117%      | 2,969%      |
| 10       | 20 octobre 2020              | 3,192%      | 2,985%      |
| 11       | 26 octobre 2020              | 2,573%      | 2,423%      |
| 12       | 27 octobre 2020              | 2,256%      | 2,315%      |
| 13       | 2 novembre 2020              | 2,824%      | 2,797%      |
| 14       | 3 novembre 2020              | 2,878%      | NC          |
| 15       | 9 novembre 2020              | 2,683%      | NC          |
| 16       | 10 novembre 2020             | 2,743%      | NC          |
| Moyenne  | Moyenne                      | 2,725%      | —           |

### Sources
- (en) Cet article est partiellement ou en totalité issu de l’article de Wikipédia en anglais intitulé « 18 Again » (voir la liste des auteurs).